# Харъяга (посёлок)
Харъяга (коми Харьяга) — посёлок в Усть-Цилемском районе Республики Коми России. Входит в состав сельского поселения Ёрмица.

## История
Посёлок был основан в 1931 году как подсобное хозяйство (совхоз) Воркутстроя.

## География
Посёлок находится в северо-западной части Республики Коми, на правом берегу протоки Харъягский Шар реки Печоры, вблизи впадения в неё реки Харьяги, на расстоянии примерно 163 километров (по прямой) к северу от села Усть-Цильма, административного центра района. Абсолютная высота — 23 метра над уровнем моря.
Часовой пояс
Харъяга, как и вся Республика Коми, находится в часовой зоне МСК (московское время). Смещение применяемого времени относительно UTC составляет +3:00.

## Население
| 2010 |
| ---- |
| 206  |

Гендерный состав
По данным Всероссийской переписи населения 2010 года в гендерной структуре населения мужчины составляли 50,5 %, женщины — соответственно 49,5 %.
Национальный состав
Согласно результатам переписи 2002 года, в национальной структуре населения русские составляли 68 % из 280 чел.

## Улицы
Уличная сеть посёлка состоит из шести улиц.